# Джеремі Інгленд
Джеремі Інгленд (англ. Jeremy England) — американський фізик, який використовує аргументи статистичної фізики для пояснення спонтанного виникнення життя, а отже, й сучасного синтезу еволюції. Інгленд називає цей процес «адаптацією, орієнтованою на дисипацію».

## Раннє життя
Мати Інгленда була донькою польських євреїв, що пережили голокост, тоді як його батько був непрактикуючим лютеранцем. Інгленд народився у Бостоні, а виріс у коледжному місті в Нью-Гемпширі. Його виховували як єврея, але він не вивчав іудаїзму, поки не почав відвідувати аспірантуру Оксфордського університету. Зараз він вважає себе ортодоксальним євреєм.
Інгленд здобув ступінь бакалавра з біохімії в Гарварді у 2003 році. Отримавши стипендію Родса, він навчався в коледжі Сент-Джонс в Оксфорді з 2003 по 2005 рік. 2009 року він здобув ступінь доктора філософії з фізики у Стенфорді. 2011 року Інгленд зайняв посаду доцента кафедри фізики Массачусетського технологічного інституту. У 2019 році він приєднався до GlaxoSmithKline як старший директор зі штучного інтелекту та машинного навчання.

## Теоретична робота
Інгленд розробив гіпотезу щодо фізики походження життя, яку він сам окреслює словами «адаптація, орієнтована на дисипацію» (англ. dissipation-driven adaptation), тобто адаптація матерії, спричинена необхідністю дисипації енергії (зростання ентропії). Згідно з цією гіпотезою, випадкові групи молекул можуть самоорганізовуватися для більш ефективного поглинання та розсіювання тепла з навколишнього середовища. Його гіпотеза стверджує, що такі самоорганізовані системи є невід'ємною частиною фізичного світу. За словами самого Джеремі Інгленда в інтерв'ю журналу Quanta Magazine, походження та подальша еволюція життя випливають із фундаментальних законів природи, і «не повинні викликати здивування так само, як його не викликає каміння, що котиться вниз».
Гіпотеза вже має перші підтвердження у формі комп'ютерних симуляцій (результати досліджень було опубліковано у наукових журналах PNAS та PRL 2017 року), однак наразі вони підтримують радше загальну ідею адаптації матерії, тоді як питання виникнення життя все ще залишається спекулятивним.
Едвард Дж. Ларсон, історик науки та лауреат Пулітцерівської премії, сказав, що якщо Інгленд зможе довести правдивість своєї гіпотези, «він може бути наступним Дарвіном».

## У популярній культурі
Інгленд та його теорія «адаптації, орієнтованої на дисипацію», є важливим елементом роману Дена Брауна «Джерело». Щоправда, Джеремі Інгленд заперечує будь-який безпосередній зв'язок із однойменним персонажем книги, та стверджує, що йому не було відомо про згадку його імені чи його наукової гіпотези в цій книзі до її виходу.